# Birsk
Birsk (en russe : Бирск ; en bachkir : Бөрө) est une ville de la République de Bachkirie, en Russie, et le centre administratif du raïon Birski. Sa population s’élevait à 46 362 en 2019.

## Géographie
Birsk est située sur la rive droite de la rivière Belaïa, à 80 km au nord-nord-ouest de la ville d'Oufa et à 1 125 km à l'est de Moscou.

## Histoire
Birsk a été fondée en 1663 à l'emplacement d'un ancien village détruit, Aleksandrovskoïe. En 1774, elle fut prise par les insurgés conduits par Salavat Ioulaïev et fut entièrement incendiée. Elle fut ensuite reconstruite. Birsk se développa ensuite comme centre de commerce, riche de sa diversité culturelle, au nord de la Bachkirie. Elle a le statut de ville depuis 1781.

## Population
Recensements (*) ou estimations de la population
| 1856  | 1897* | 1913   | 1926*  | 1931   | 1939*  | 1959*  |
| ----- | ----- | ------ | ------ | ------ | ------ | ------ |
| 2 900 | 8 589 | 11 300 | 12 043 | 14 400 | 18 825 | 24 837 |

| 1970*  | 1979*  | 1989*  | 2002*  | 2010*  | 2012   | 2013   |
| ------ | ------ | ------ | ------ | ------ | ------ | ------ |
| 29 607 | 30 234 | 34 881 | 39 992 | 41 635 | 42 928 | 43 765 |

| 2014   | 2015   | 2016   | 2017   | 2018   | 2019   | 2020 |
| ------ | ------ | ------ | ------ | ------ | ------ | ---- |
| 44 679 | 45 553 | 46 132 | 46 330 | 46 379 | 46 362 | -    |